# Jak gotować: Praktyczny podręcznik kucharstwa

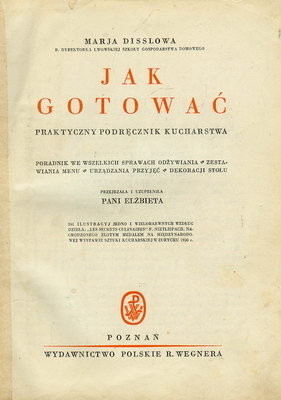
Strona tytułowa książki wydanej przez Wydawnictwo Polskie R. Wegnera

Jak gotować: Praktyczny podręcznik kucharstwa – książka kucharska autorstwa Marii Disslowej (1870–1936), wydana w 1931 roku przez Wydawnictwo Polskie R. Wegnera w Poznaniu. Drugie wydanie ukazało się w 1938 roku. Po wojnie ukazały się wznowienia w Paryżu (ok. 1947), Norymberdze (1949), Warszawie (1988) i Poznaniu (2003 – reprint wyd. 2. z 1938).
Pierwsze sześć rozdziałów autorka poświęciła sprawom ogólnym: wiadomościom niezbędnym do prowadzenia zdrowej kuchni, zdrowemu sposobowi odżywiania, jadłospisowi na cztery pory roku, kuchni, gotowaniu i przyjęciom. Rozdział II Jak należy się odżywiać, aby być zdrowym został opracowany przez dietetyka Marię Morzkowską pod kierunkiem Instytutu Gospodarstwa Domowego w Warszawie, który książkę zaaprobował. Rozdziały od VII do XXVII zawierają przepisy potraw, zaś w ostatnim XXVIII rozdziale opisano zapasy zimowe.